# Fuenteliante
Fuenteliante település Spanyolországban, Salamanca tartományban. Fuenteliante Cerralbo, Bogajo, Villavieja de Yeltes, Olmedo de Camaces, Sancti-Spíritus és Bañobárez községekkel határos. Lakosainak száma 84 fő (2024).

## Népesség
A település népessége az elmúlt években az alábbi módon változott:
| Lakosok száma | 150  | 120  | 139  | 132  | 117  | 117  | 104  | 101  | 91   | 84   |
|               | 2001 | 2004 | 2007 | 2009 | 2012 | 2014 | 2017 | 2019 | 2022 | 2024 |